# Kyselka (přítok Pramenského potoka)
Kyselka je 3,1 km dlouhý potok ve Slavkovském lese v okrese Sokolov v Karlovarském kraji.

## Průběh toku
Celý tok Kyselky se nachází v Chráněné krajinné oblasti Slavkovský les. Pramení v nadmořské výšce 775 metrů v pastvinách přibližně 700 m jižně od obce Nová Ves. Nejprve teče jihovýchodním směrem, protéká Malým novoveským rybníkem směrem k rybníku Kyselka. Zde vedle toku vyvěrá známá a dříve využívaná Novoveská kyselka.
Poblíž se nachází jedno zastavení s informační tabulí na naučné stezce Mnichovské hadce. Potok pokračuje jižním směrem, nad jeho levým břehem se zvedá hadcová skalka, přírodní památka Dominova skalka. Po přibližně 400 metrech dospěje do místa jímacích vrtů Grünské kyselky. Již v minulosti využívaná kyselka se přivádí potrubím do plnírny v nedalekém Mnichově, mísí s minerálními vodami z dalších vrtů obdobného složení a expeduje pod obchodním názvem Magnesia.
Těsně nad levým břehem potoka je vyveden odběr minerálky pro veřejnost. Přibližně po 1 km tok dospěje k východnímu okraji Národní přírodní rezervace Pluhův bor, která je součástí komplexu Mnichovské hadce s hadcovými skalkami.
Na hranici sokolovského okresu s okresem Cheb se vlévá jako levostranný přítok do Pramenského potoka na jeho 4,9 říčním kilometru.